# Selimus
Selimus Peckham & Peckham, 1901 è un genere di ragni appartenente alla Famiglia Salticidae.

## Distribuzione
L'unica specie oggi attribuita a questo genere è endemica del Brasile.

## Tassonomia
Nel 2006 l'aracnologo Saaristo diede il nome Selimus Saaristo, 2006, ad una specie (Selimus placens)  staccandola dal genere Anelosimus Simon, 1891 appartenente alla famiglia Theridiidae. Nel 2008 l'aracnologo Wunderlich ne staccò altre due (Selimus pulchellus e Selimus vittatus), sempre dal genere Anelosimus. Nel 2008 uno studio degli aracnologi Koçak & Kemal e nel 2009 un altro studio di Agnarsson ne ravvedono sia l'identità con le specie rispettive del genere Anelosimus che l'omonimia con questo genere Selimus dei Salticidae e fanno confluire queste tre specie di nuovo nel genere Anelosimus.
A maggio 2010, si compone di una sola specie:
- Selimus venustus Peckham & Peckham, 1901[2] — Brasile